# Список пресмыкающихся Турции

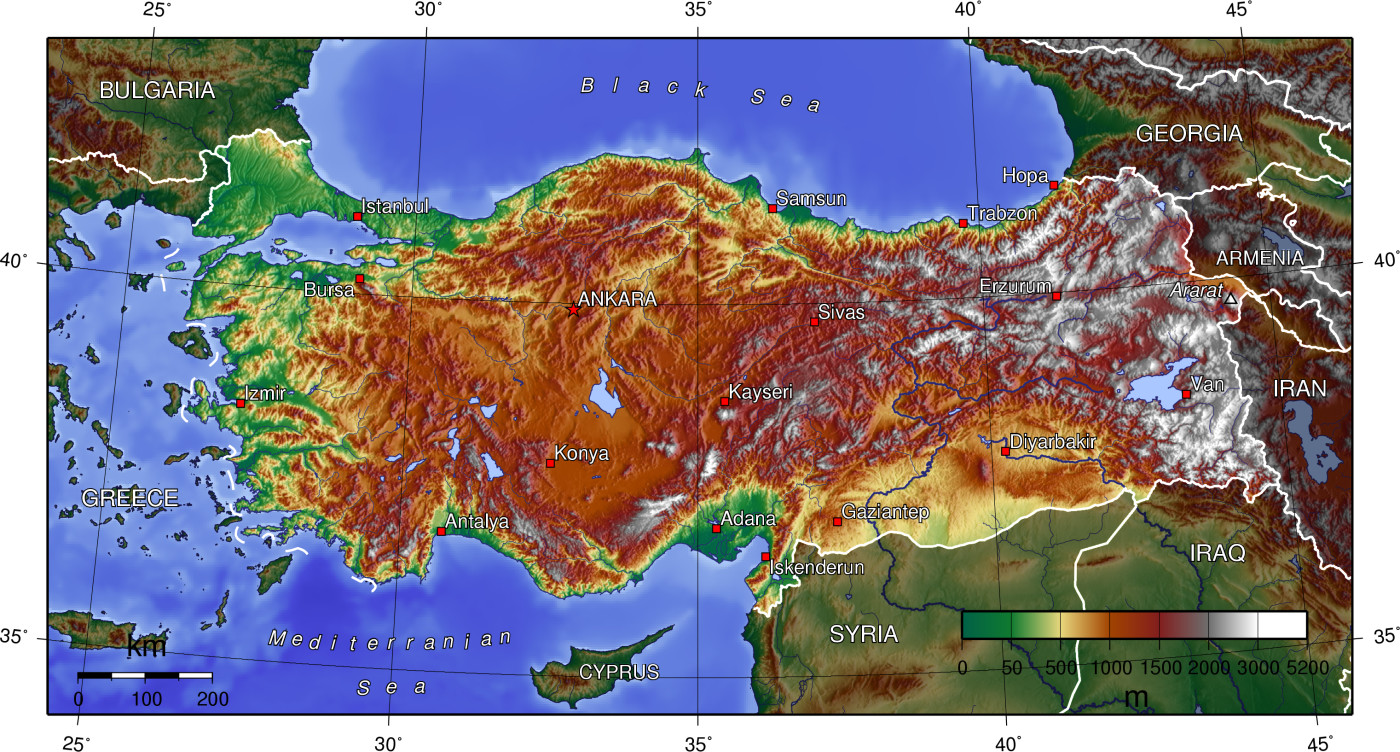
Топографическая карта Турции

Список пресмыкающихся Турции включает 145 видов, обитающих на территории Турции и в водах омывающих её морей. Среди них 11 видов черепах, 71 видов ящериц, 60 видов змей и три вида амфисбен. Герпетофауна Турции характеризуется относительно высокой степенью эндемизма — 22 вида рептилий, составляющие 15,2 % их общего разнообразия в стране, обитают только в ней.

## Черепахи
- Cheloniidae — морские черепахи
  - Caretta caretta — логгерхед
  - Chelonia mydas — зелёная черепаха
- Dermochelyidae — кожистые черепахи
  - Dermochelys coriacea — кожистая черепаха
- Trionychidae — трёхкоготные черепахи
  - Rafetus euphraticus — евфратский трионикс
  - Trionyx triunguis — африканский трионикс
- Emydidae — американские пресноводные черепахи
  - Emys orbicularis — европейская болотная черепаха
  - Trachemys scripta — красноухая черепаха — инвазивный вид, популяции которого были обнаружены на юге страны.
- Geoemydidae — азиатские пресноводные черепахи
  - Mauremys caspica — каспийская черепаха
  - Mauremys rivulata
- Testudinidae — сухопутные черепахи
  - Testudo graeca — средиземноморская черепаха
  - Testudo hermanni — балканская черепаха

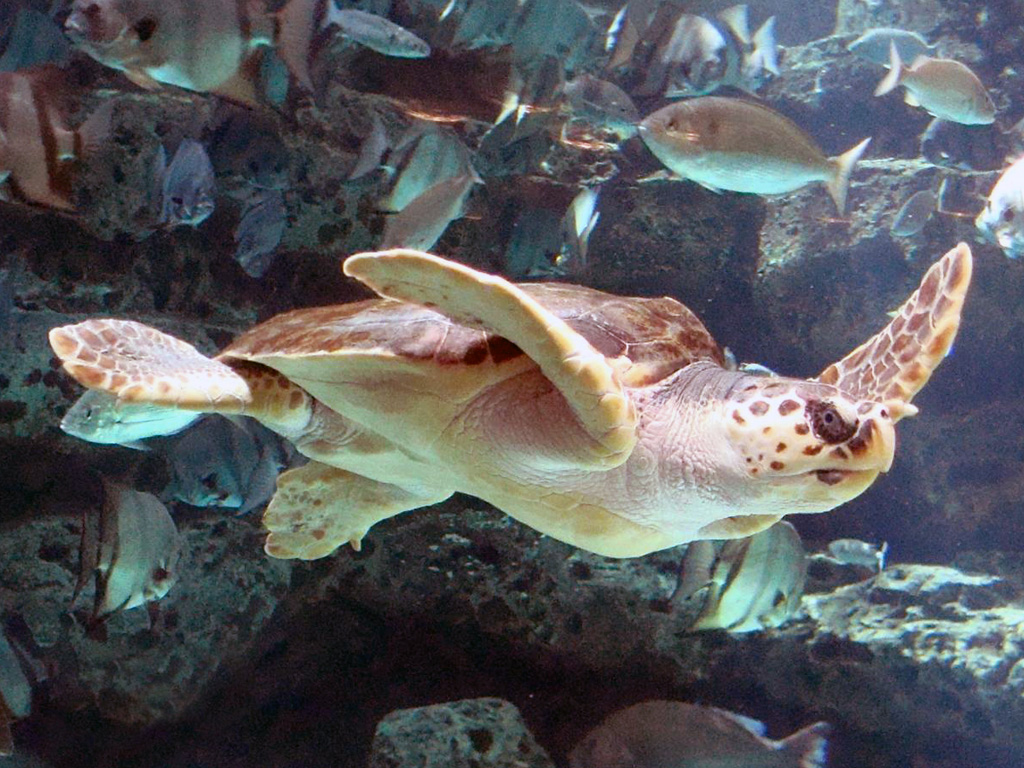
логгерхед
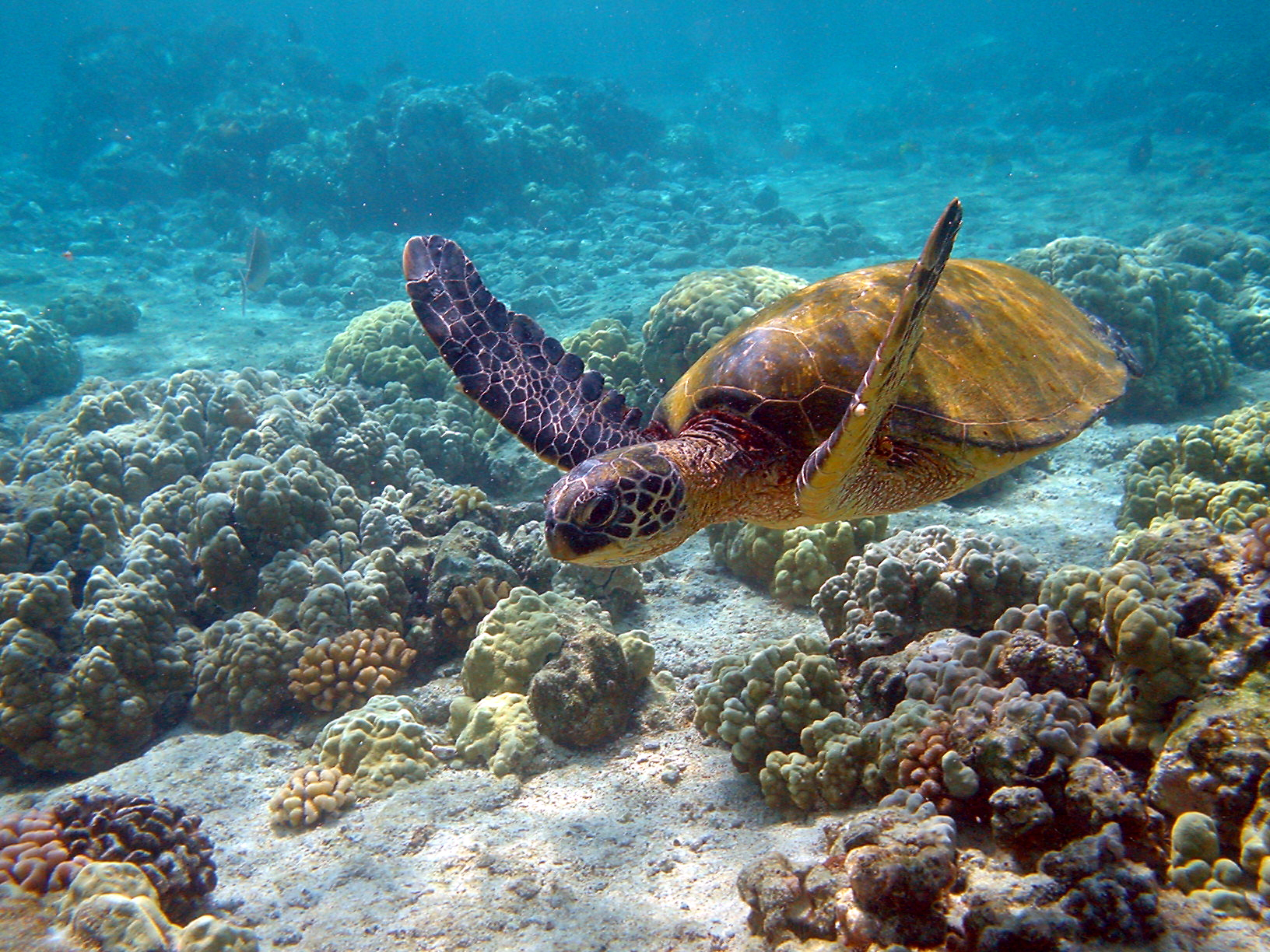
зелёная черепаха
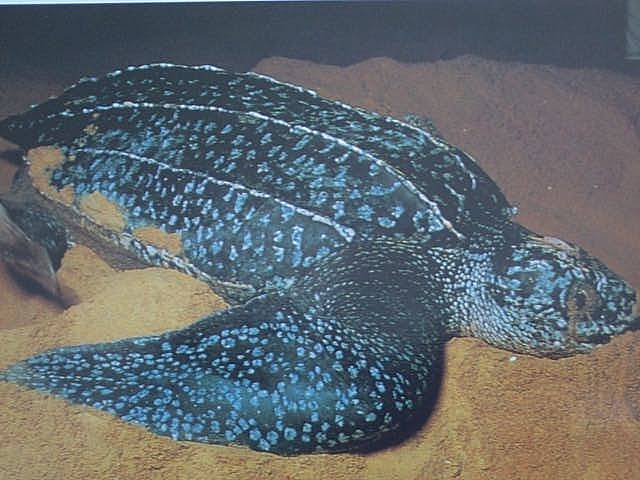
кожистая черепаха
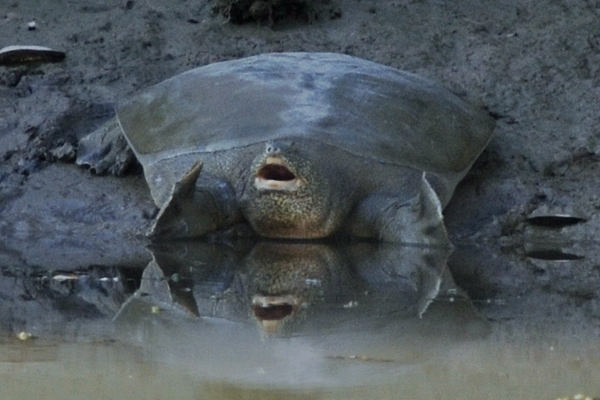
Rafetus euphraticus
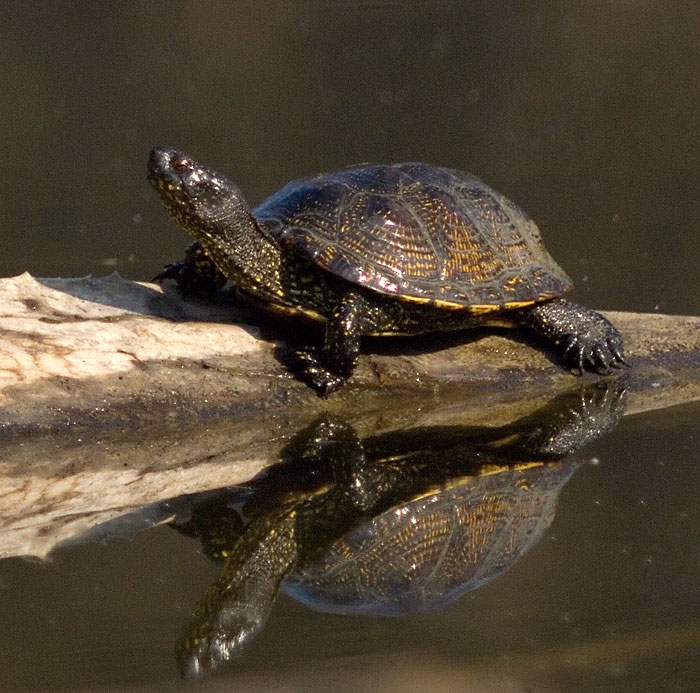
болотная черепаха
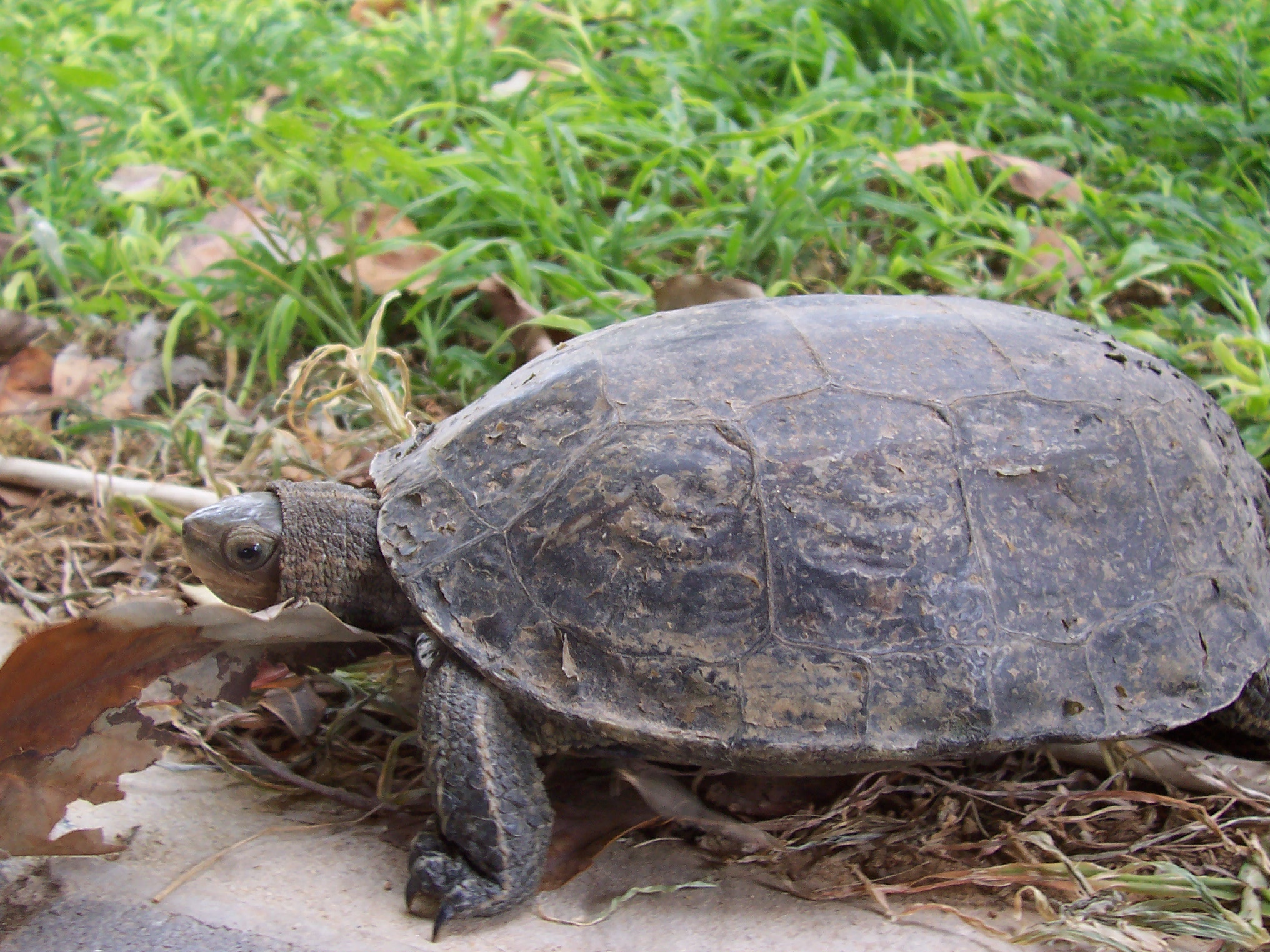
Mauremys rivulata
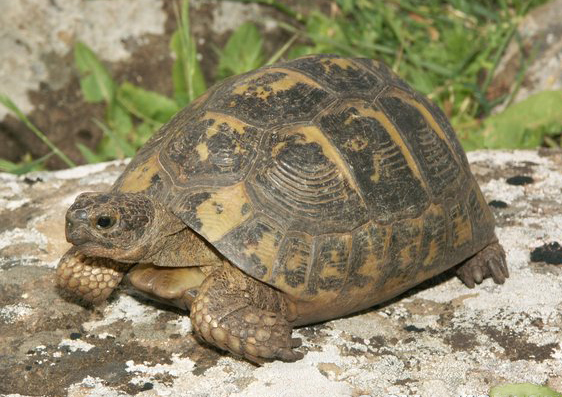
средиземноморская черепаха
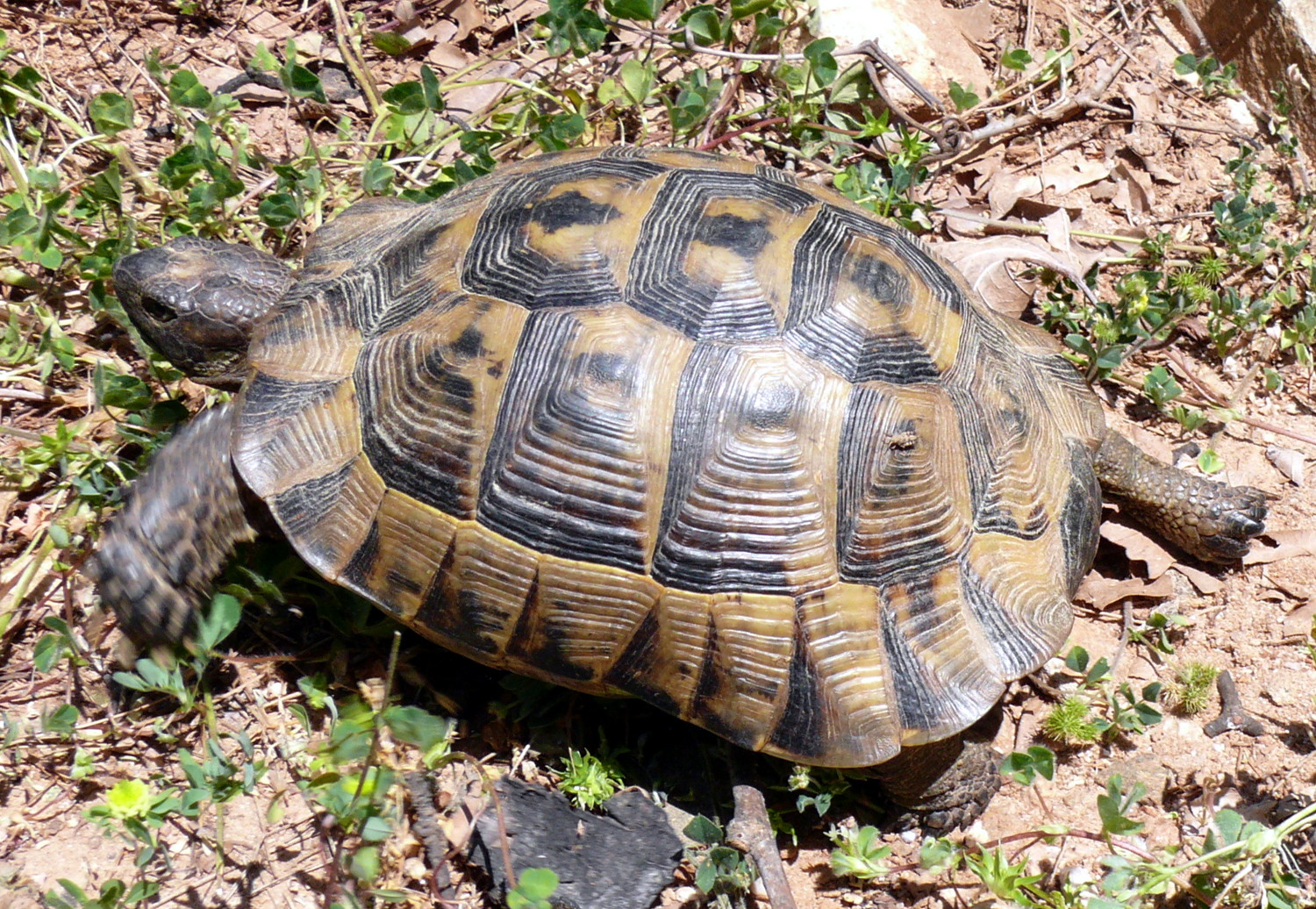
балканская черепаха

## Ящерицы

### Гекконообразные (Gekkota)
- Eublepharidae
  - Eublepharis angramainyu — иранский эублефар
- Gekkonidae — Гекконовые
  - Cyrtopodion scabrum — египетский, или синайский, голопалый (тонкопалый) геккон
  - Hemidactylus turcicus — турецкий полупалый геккон (европейский домовый геккон)
  - Mediodactylus danilewskii — крымский геккон
  - Mediodactylus heterocercus
  - Mediodactylus kotschyi — средиземноморский геккон
  - Mediodactylus orientalis
  - Stenodactylus grandiceps — большеголовый узкопалый геккон
- Phyllodactylidae
  - Asaccus barani

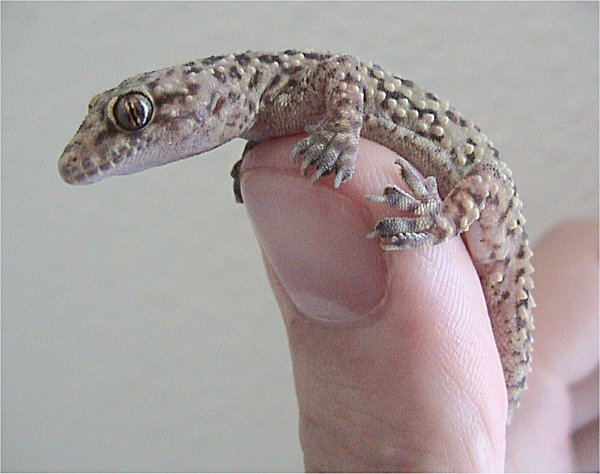
Hemidactylus turcicus
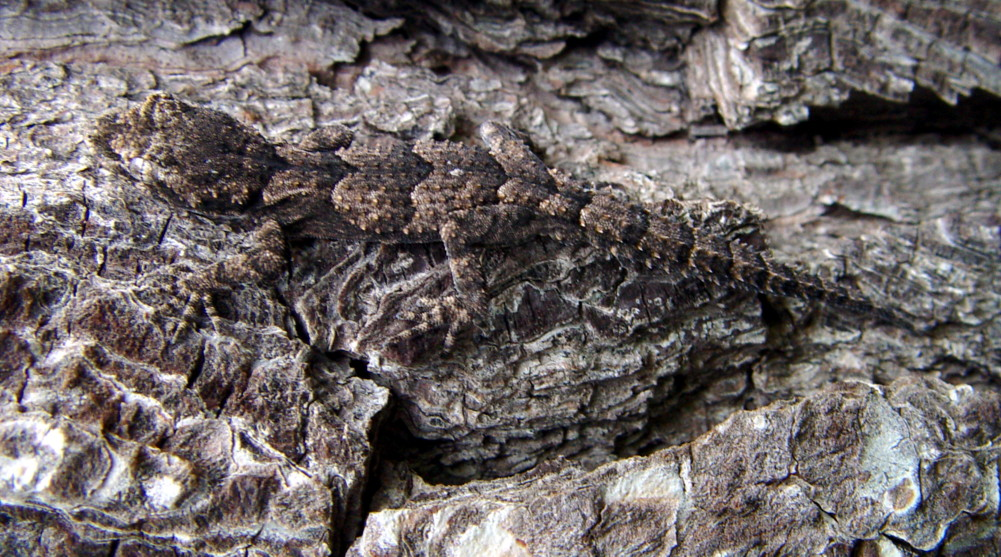
Mediodactylus kotschyi

### Игуанообразные (Iguania)
- Agamidae — Агамовые
  - Paralaudakia caucasia — кавказская агама
  - Phrynocephalus horvathi
  - Stellagama stellio — агама-гардун
  - Trapelus ruderatus
- Chamaeleonidae — Хамелеоны
  - Chamaeleo chamaeleon — обыкновенный хамелеон

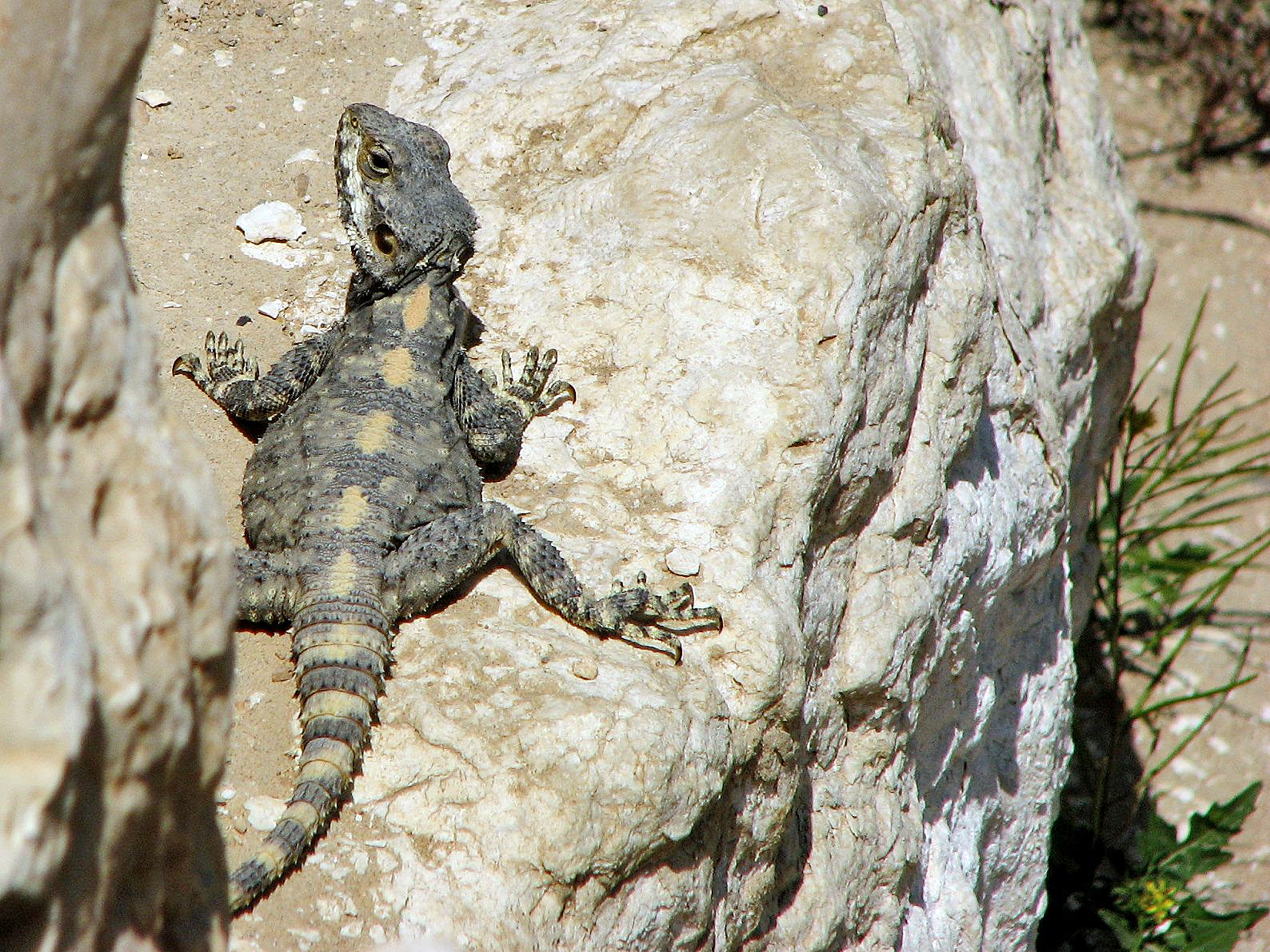
агама-гардун
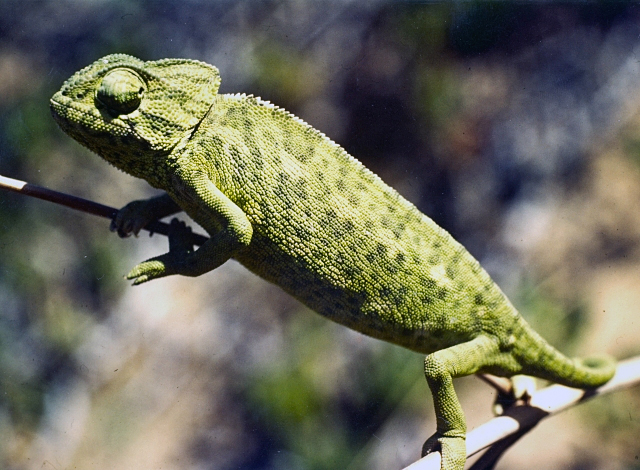
обыкновенный хамелеон

### Веретеницеобразные (Anguimorpha)
- Anguidae — Веретенициевые
  - Anguis colchica — колхидская веретеница
  - Pseudopus apodus — желтопузик
- Varanidae — Вараны
  - Varanus griseus — серый варан

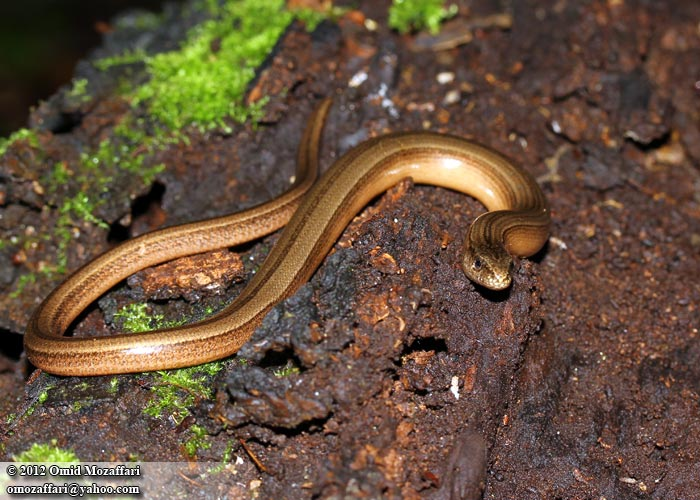
колхидская веретеница
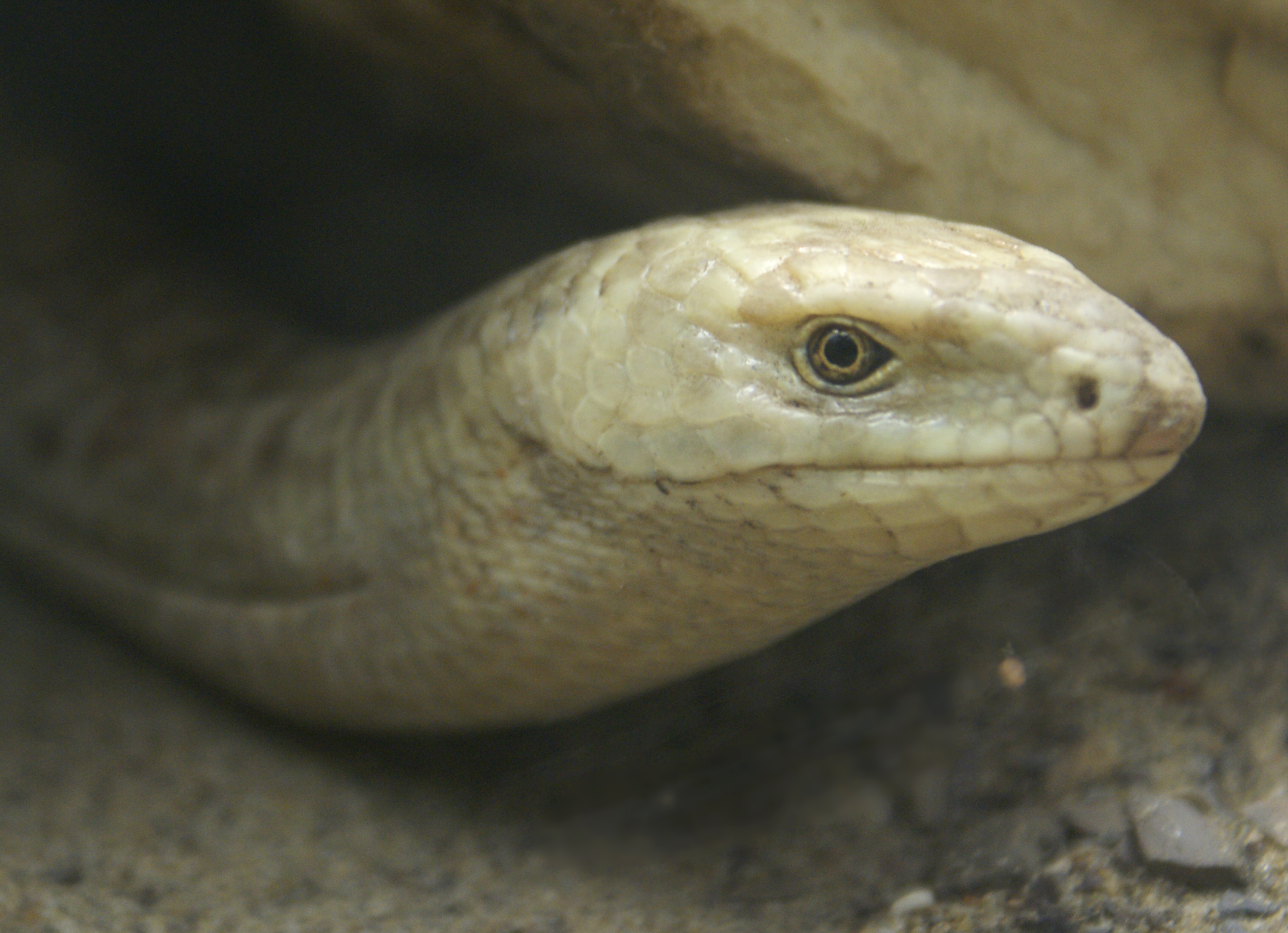
желтопузик
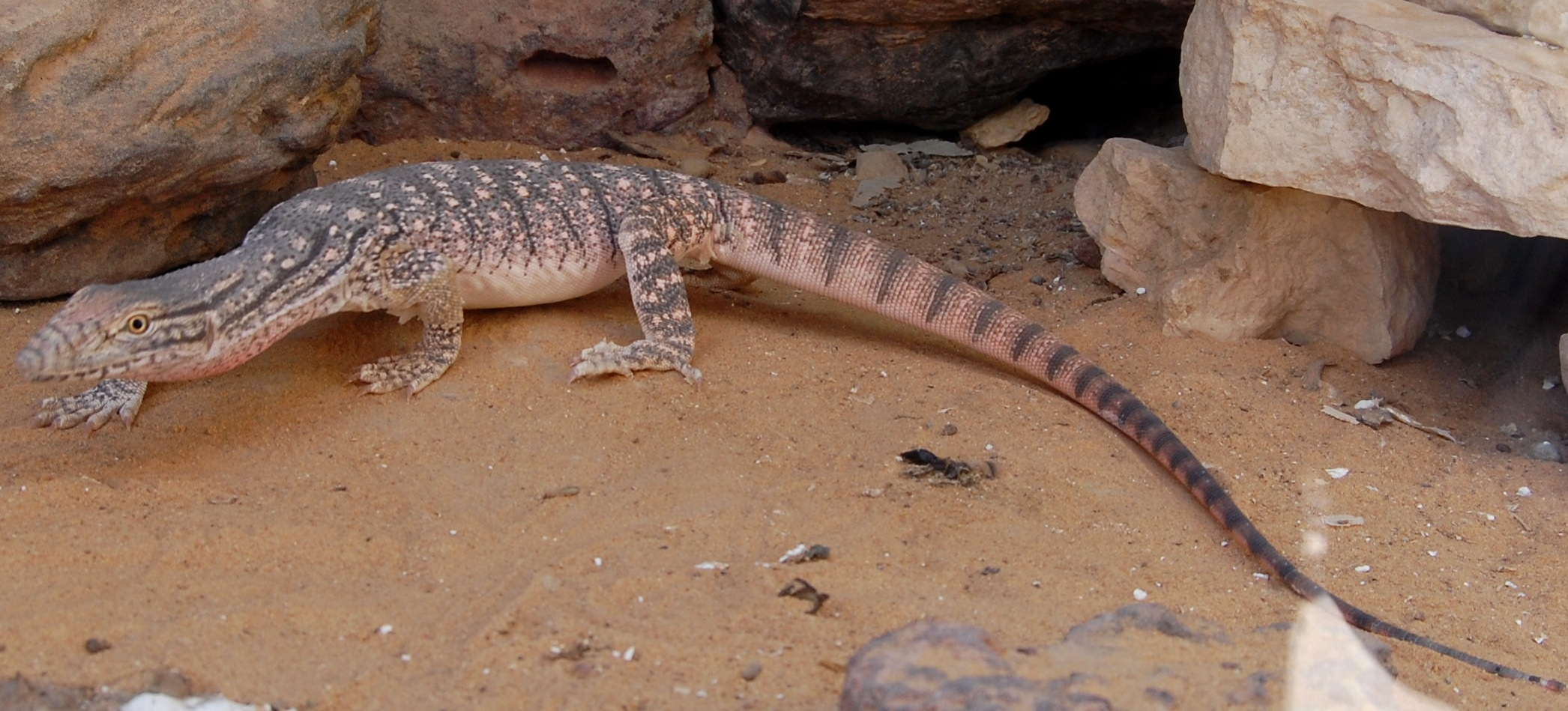
серый варан

### Сцинкообразные (Scincomorpha)
- Scincidae — Сцинковые
  - Ablepharus anatolicus
  - Ablepharus budaki
  - Ablepharus chernovi — гологлаз Чернова
  - Ablepharus kitaibelii — европейский гологлаз
  - Asymblepharus bivittatus
  - Chalcides ocellatus — глазчатый халцид
  - Eumeces schneiderii — длинноногий сцинк
  - Heremites auratus — золотистая мабуя
  - Heremites septemtaeniatus
  - Heremites vittatus — египетская мабуя
  - Ophiomorus kardesi

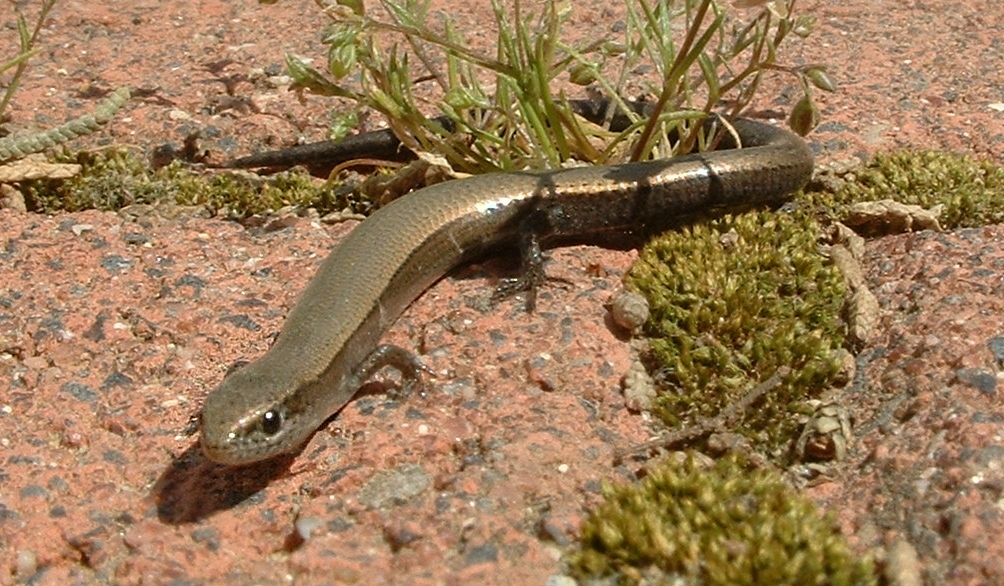
европейский гологлаз
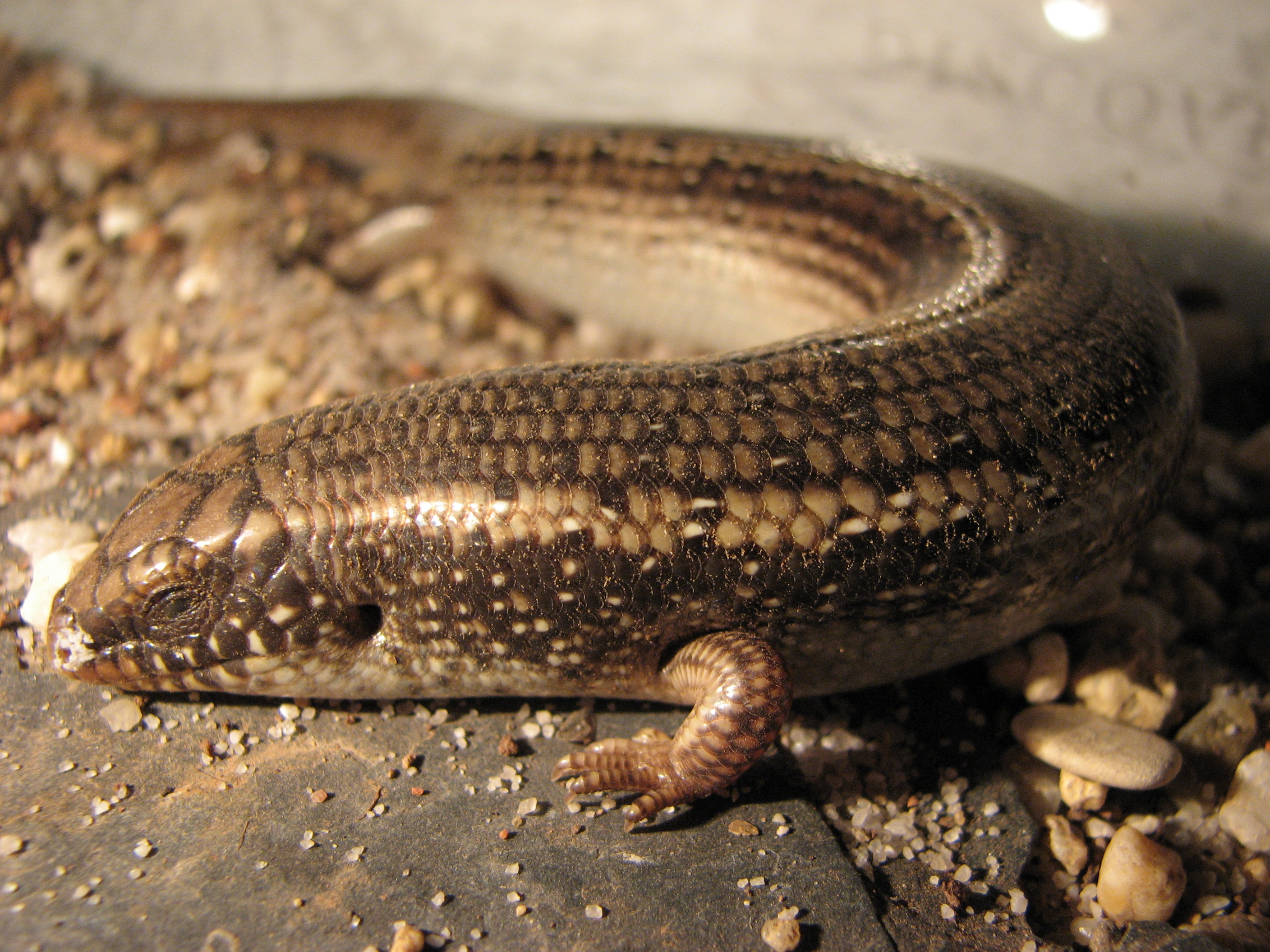
глазчатый халцид
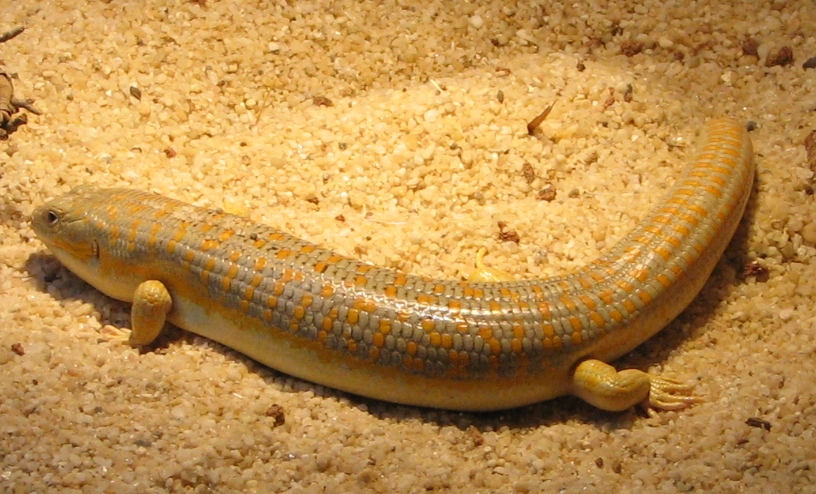
длинноногий сцинк
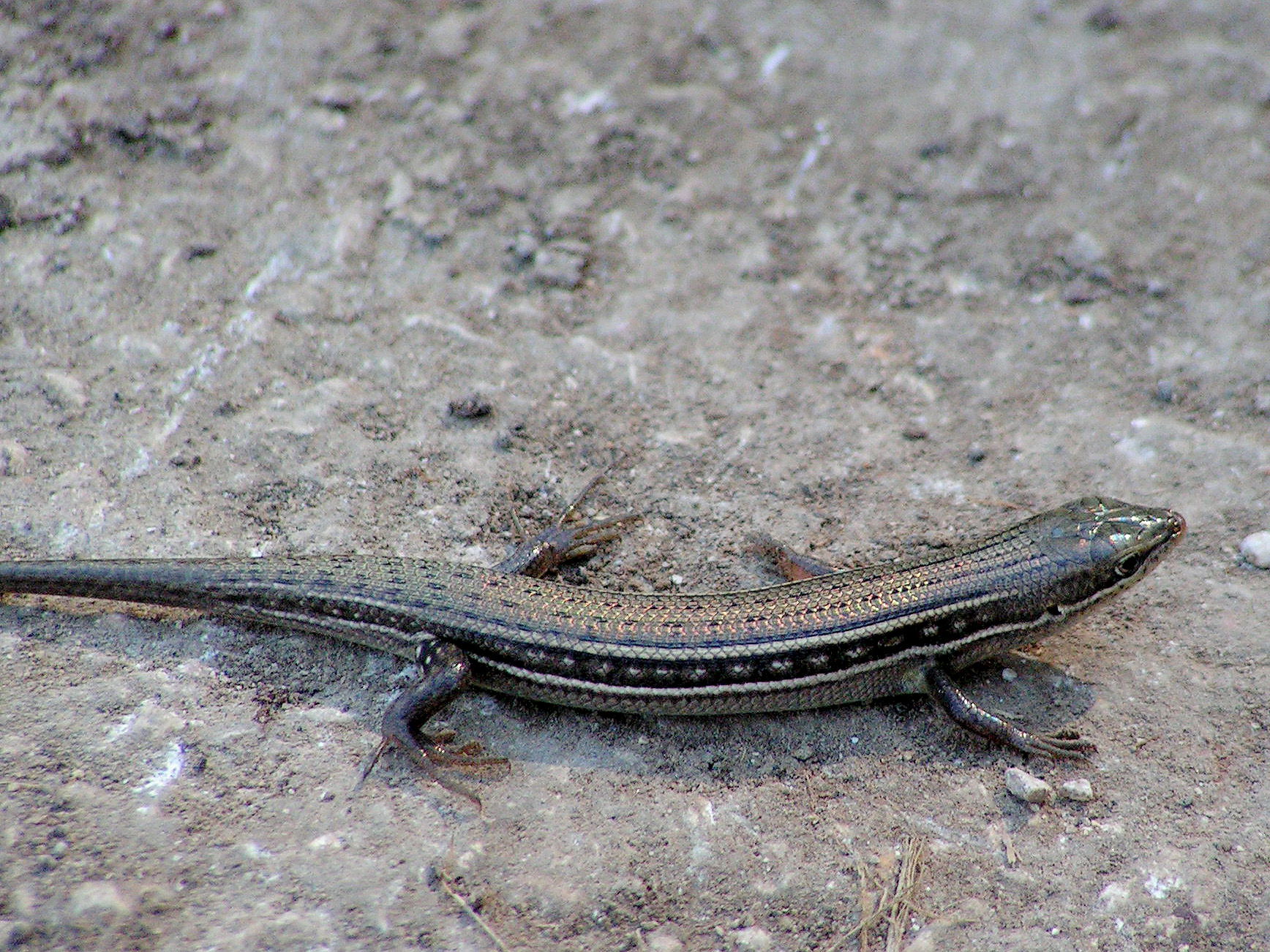
египетская мабуя

### Lacertoidea
- Lacertidae — Настоящие ящерицы
  - Acanthodactylus boskianus
  - Acanthodactylus harranensis
  - Acanthodactylus schreiberi
  - Anatololacerta anatolica
  - Anatololacerta budaki
  - Anatololacerta danfordi — ящерица Денфорда
  - Anatololacerta pelasgiana
  - Apathya cappadocica — анатолийская ящерица
  - Darevskia adjarica
  - Darevskia armeniaca — армянская ящерица
  - Darevskia bendimahiensis
  - Darevskia bythinica
  - Darevskia clarkorum — турецкая ящерица
  - Darevskia derjugini — артвинская ящерица
  - Darevskia dryada — чернальская ящерица
  - Darevskia mixta — аджарская ящерица
  - Darevskia parvula — краснобрюхая ящерица
  - Darevskia pontica — понтийская ящерица
  - Darevskia raddei — азербайджанская ящерица
  - Darevskia rudis — грузинская ящерица
  - Darevskia sapphirina
  - Darevskia unisexualis — белобрюхая ящерица
  - Darevskia uzzelli
  - Darevskia valentini — ящерица Валентина
  - Eremias pleskei — закавказская ящурка
  - Eremias strauchi — ящурка Штрауха
  - Eremias suphani — турецкая ящурка
  - Iranolacerta brandtii
  - Lacerta agilis — прыткая ящерица
  - Lacerta diplochondrodes
  - Lacerta media — средняя ящерица
  - Lacerta pamphylica
  - Lacerta strigata — полосатая ящерица
  - Lacerta viridis — зелёная ящерица
  - Mesalina microlepis
  - Ophisops elegans — стройная змееголовка
  - Parvilacerta parva — малоазиатская ящерица
  - Phoenicolacerta cyanisparsa
  - Phoenicolacerta laevis — ливанская ящерица
  - Podarcis muralis — обыкновенная стенная ящерица
  - Podarcis siculus — руинная ящерица
  - Podarcis tauricus — крымская ящерица
  - Timon kurdistanicus

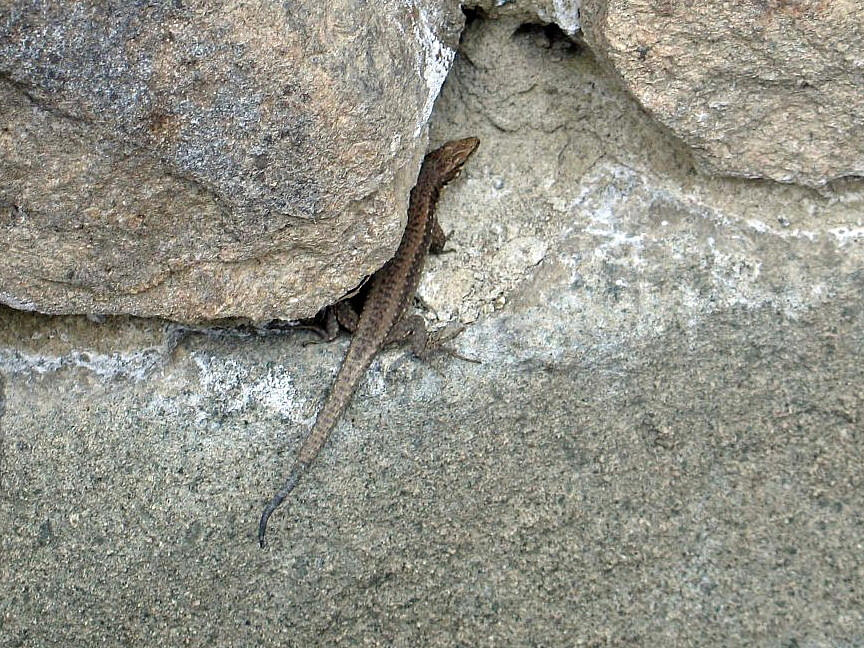
Anatololacerta anatolica
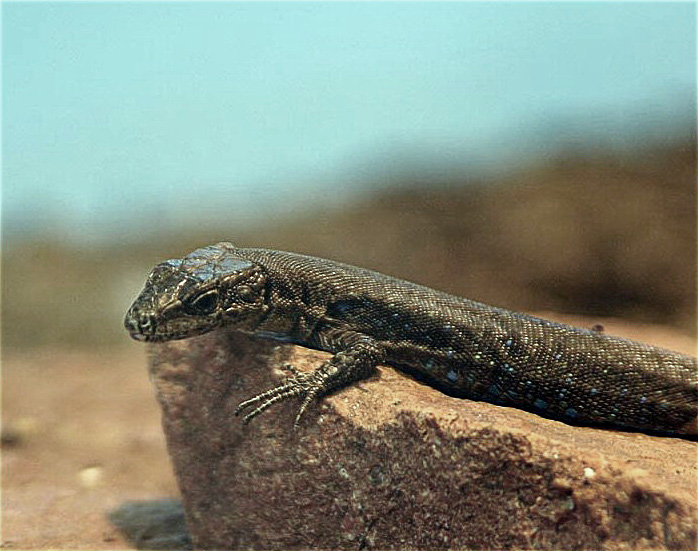
армянская ящерица
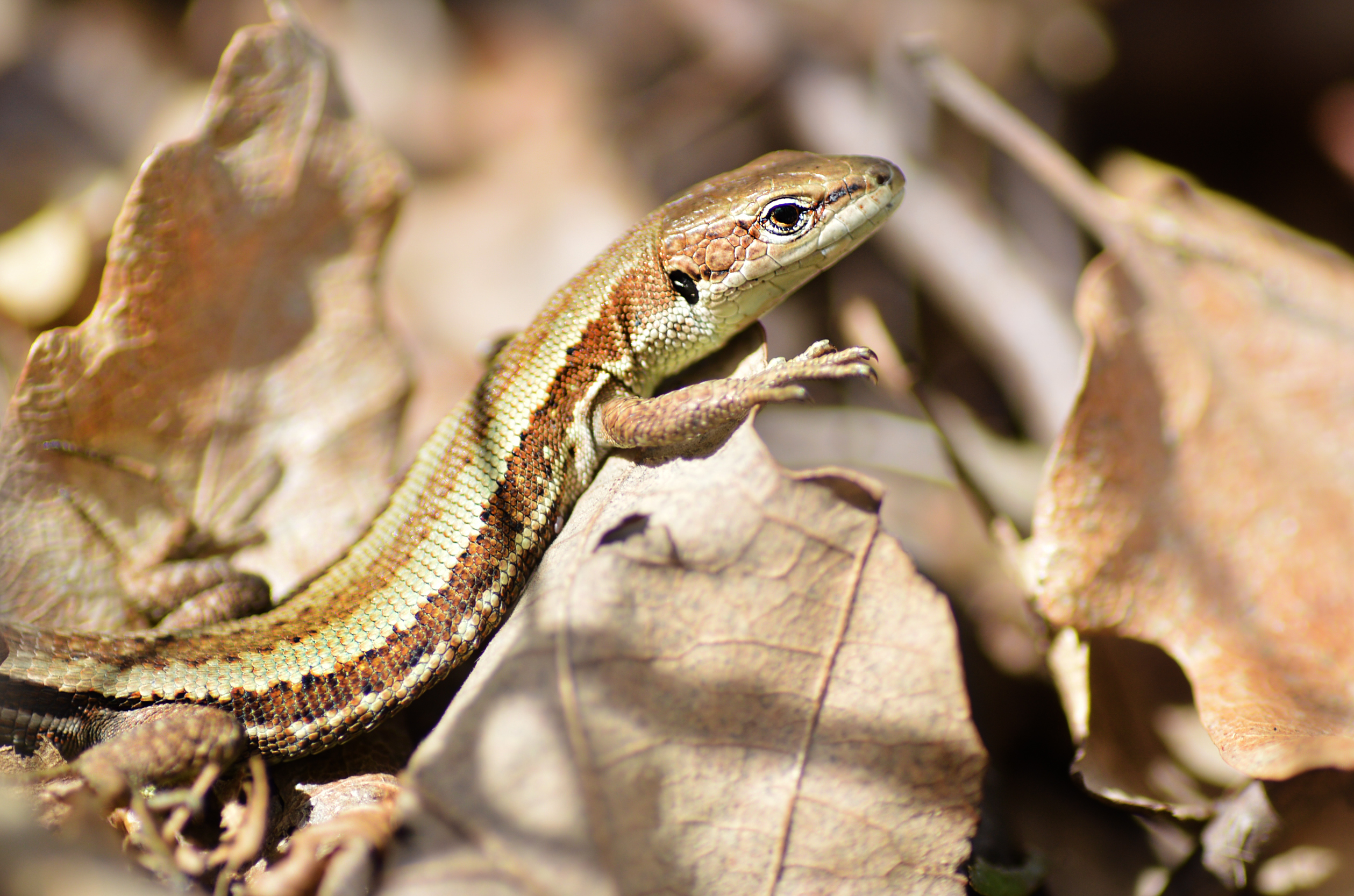
понтийская ящерица

## Змеи
- Leptotyphlopidae
  - Myriopholis macrorhyncha — клювоносая узкоротая змея
- Typhlopidae — Слепозмейки
  - Letheobia episcopus; эндемик юго-востока Турции, описан в 2002 году
  - Xerotyphlops vermicularis — червеобразная слепозмейка

- Boidae — Ложноногие
  - Eryx jaculus — западный удавчик

- Eryx jaculus

- Colubridae — Ужеобразные
  - Coronella austriaca — обыкновенная медянка
  - Dolichophis caspius — каспийский полоз
  - Dolichophis jugularis
  - Dolichophis schmidti — краснобрюхий полоз
  - Eirenis aurolineatus
  - Eirenis barani
  - Eirenis collaris — ошейниковый эйренис
  - Eirenis coronelloides — эйренис Шлегеля
  - Eirenis decemlineatus
  - Eirenis eiselti — эйренис Айзельта
  - Eirenis hakkariensis
  - Eirenis levantinus

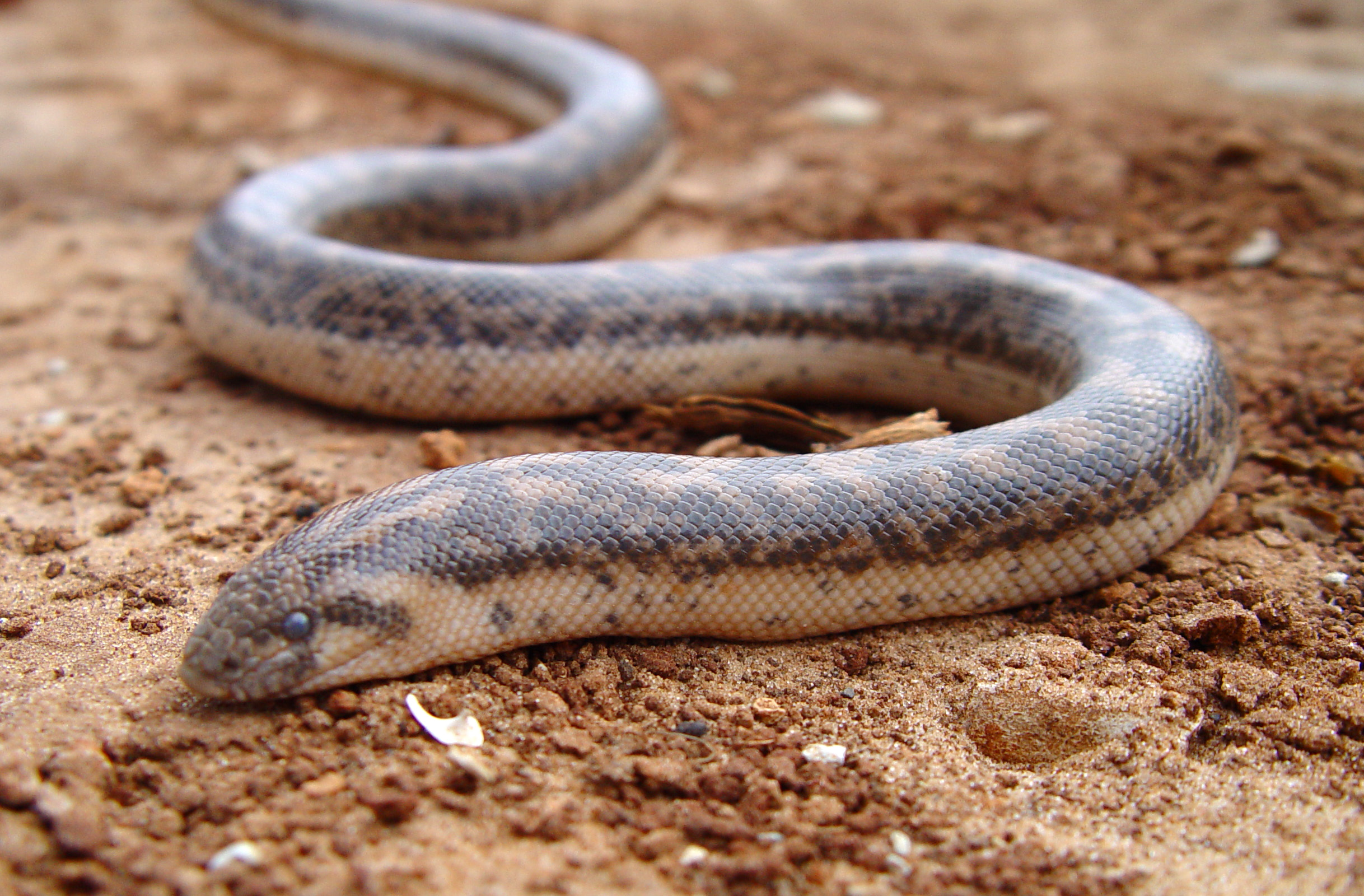
Eryx jaculus

  - Eirenis lineomaculatus — пятнисто-полосатый эйренис
  - Eirenis modestus — смирный эйренис
  - Eirenis occidentalis
  - Eirenis punctatolineatus — армянский эйренис
  - Eirenis rothii — сирийский эйренис
  - Eirenis thospitis
  - Elaphe dione — узорчартый полоз
  - Elaphe sauromates — сарматский полоз
  - Elaphe urartica
  - Hemorrhois nummifer — свинцовый полоз
  - Hemorrhois ravergieri — разноцветный полоз
  - Muhtarophis barani; эндемик ила Хатай, описан в 2007 году
  - Natrix natrix — обыкновенный уж
  - Natrix tessellata — водяной уж
  - Platyceps collaris
  - Platyceps najadum — оливковый полоз
  - Platyceps ventromaculatus
  - Rhynchocalamus melanocephalus — черноголовый ринхокаламус
  - Rhynchocalamus satunini
  - Spalerosophis diadema — чешуелобый полоз
  - Telescopus fallax — кавказская кошачья змея
  - Telescopus nigriceps
  - Zamenis hohenackeri — закавказский полоз
  - Zamenis longissimus — эскулапов полоз
  - Zamenis situla — леопардовый полоз

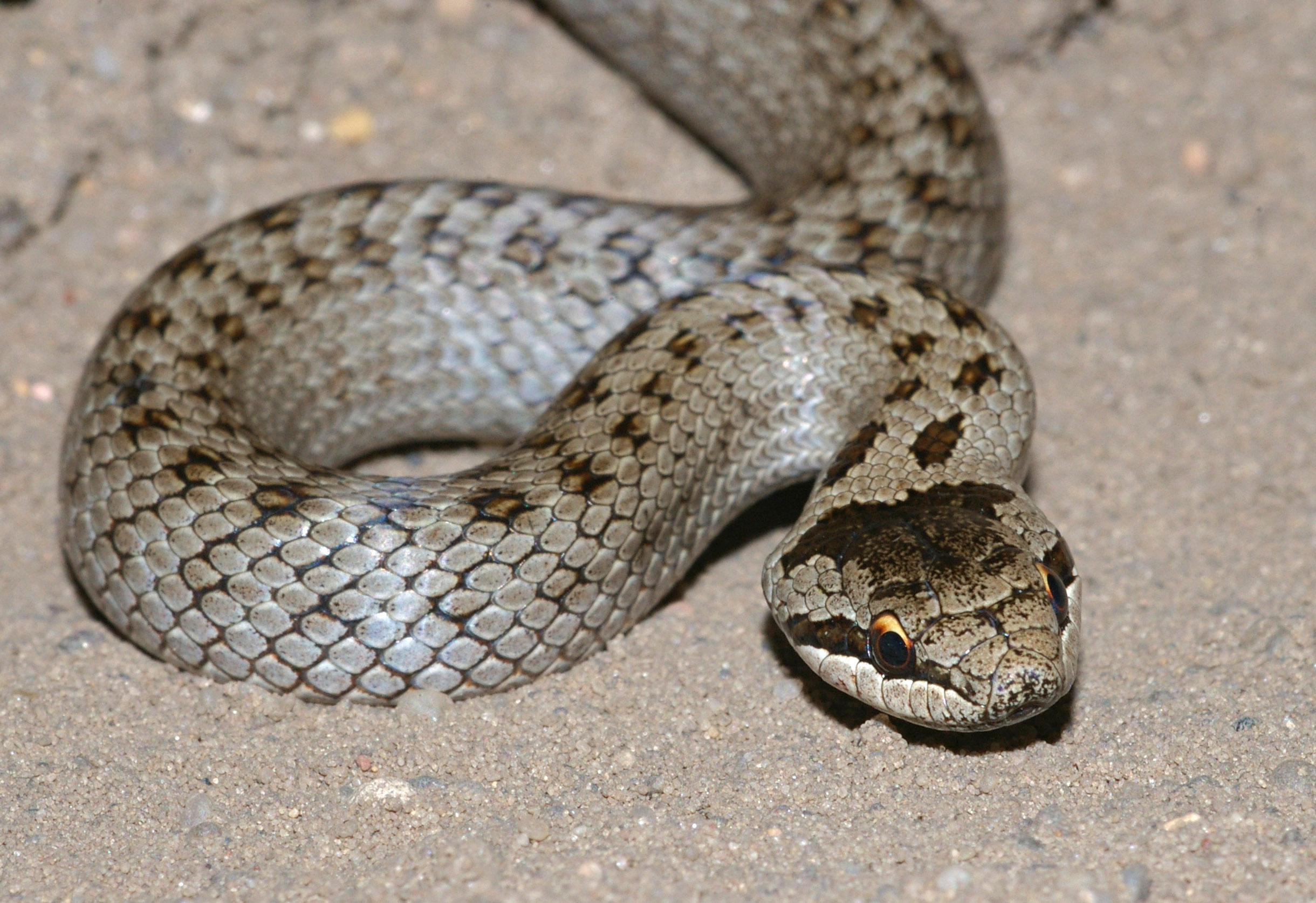
Coronella austriaca
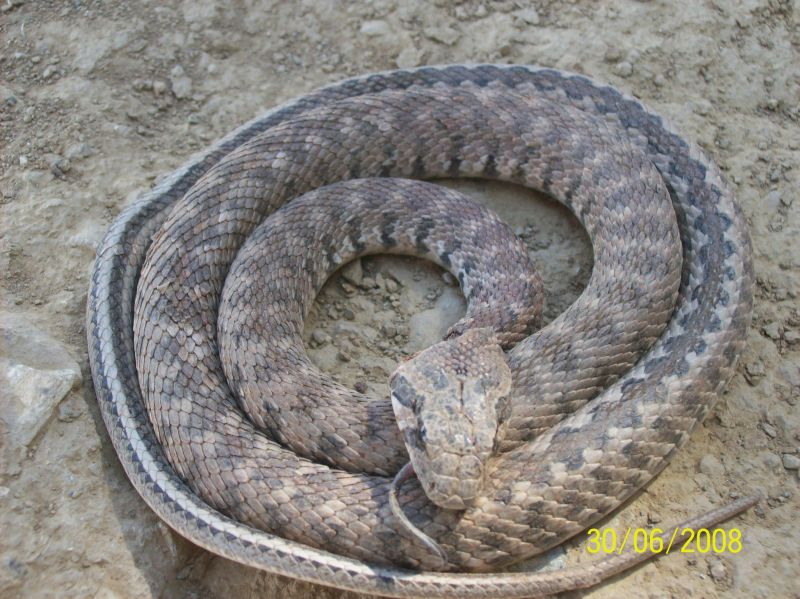
Hemorrhois ravergieri
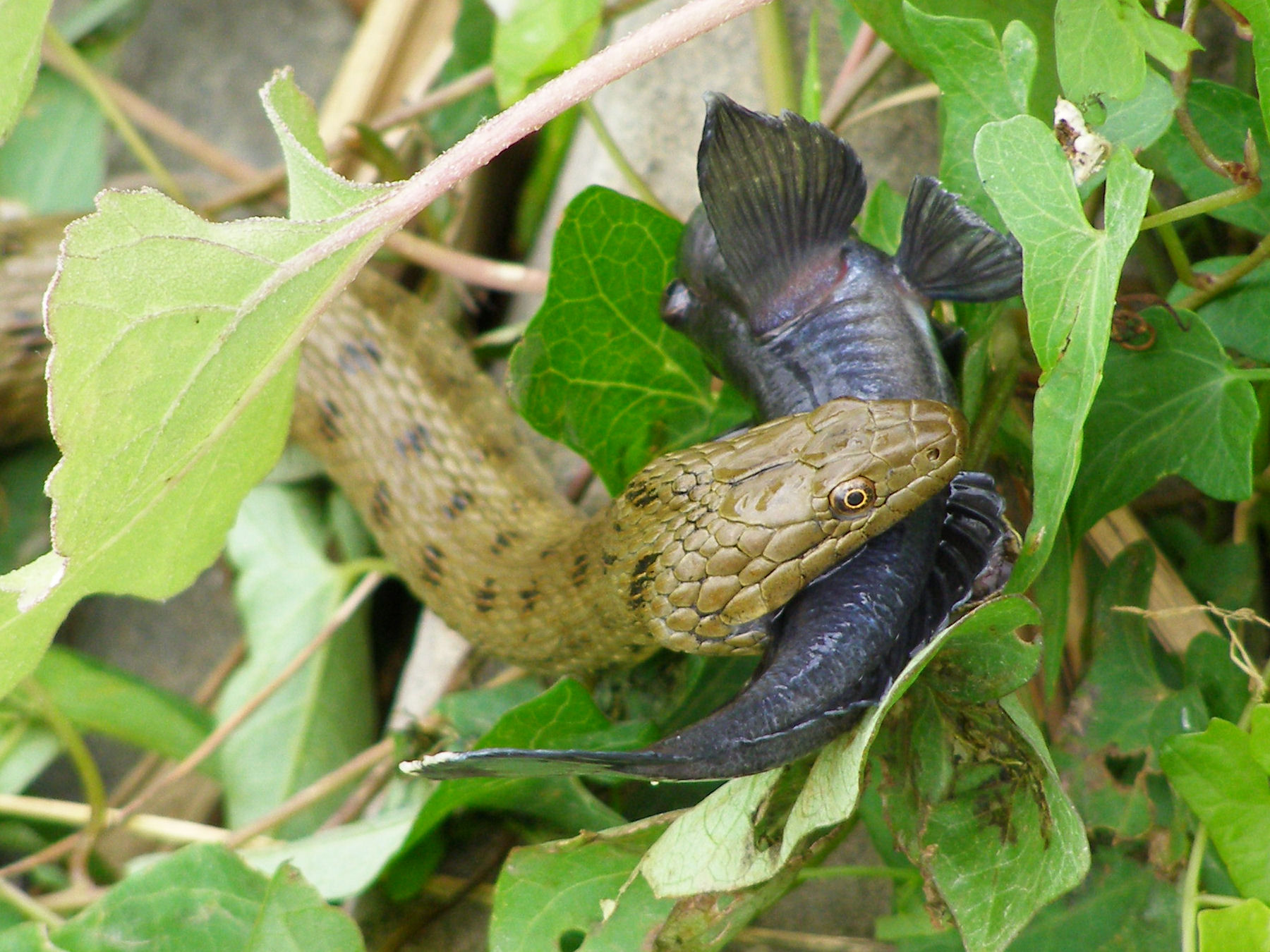
Natrix tessellata

- Elapidae — Аспидовые
  - Walterinnesia morgani

- Psammophiidae
  - Malpolon insignitus

- Viperidae — Гадюковые змеи
  - Daboia palaestinae
  - Macrovipera lebetinus — гюрза
  - Montivipera albizona
  - Montivipera bulgardaghica
  - Montivipera raddei — армянская гадюка, или гадюка Радде
  - Montivipera wagneri
  - Montivipera xanthina — малоазиатская гадюка
  - Vipera ammodytes — носатая гадюка
  - Vipera anatolica
  - Vipera barani — адапазарская гадюка
  - Vipera darevskii — гадюка Даревского
  - Vipera eriwanensis — армянская степная гадюка
  - Vipera kaznakovi — гадюка Казнакова, или кавказская гадюка
  - Vipera olguni
  - Vipera pontica
  - Vipera sakoi
  - Vipera transcaucasiana — закавказская носатая гадюка

## Амфисбены
- Blanidae
  - Blanus alexandri
  - Blanus aporus
  - Blanus strauchi — бланус Штрауха